# فرودگاه صحرایی ارتشی دریاچه بایسیکل
فرودگاه صحرایی ارتشی دریاچه بایسیکل (به انگلیسی: Bicycle Lake Army Airfield) یک فرودگاه نظامی است که یک باند فرود شن دارد و طول باند آن ۲۸۹۶ متر است. این فرودگاه در کشور ایالات متحده آمریکا قرار دارد و در ارتفاع ۷۱۶ متری از سطح دریا واقع شده‌است.